# Isabel Enríquez
Isabel Jimena Enríquez Mayta (Tacna, 21 de octubre de 1997)  es una cantante peruana famosa en el mundo de cumbia Sureña. Integró importantes Agrupaciones musicales como Corazón Serrano y Puro Sentimiento. Actualmente forma parte de la delantera del grupo Isabel & Orquesta. 

## Biografía

### 1997-2018: Primeros años
Isabel Jimena Enríquez Mayta nació el 21 de octubre de 1997 en Tacna, proveniente de una familia de recursos económicos bajos, su cercanía a la música fue cuando apenas tenía 5 años de edad. Además, desarrolló gran parte de su carrera musical en Piura. En esa ciudad, fue vocalista de la agrupación Clavito y su Chela.

### 2019-2020: Corazón Serrano
En el año 2019, la orquesta piurana Corazón Serrano anunció la inclusión de Isabel Enríquez. Ese mismo año, Enriquez grabó su primer tema, "Tus engaños y falsedades".
En el 2020, Enríquez anunciaba su salida de la agrupación por motivos personales ya que quería estar cerca de su familia.

### 2021-2023: Puro Sentimiento
A mediados del año 2021, la agrupación musical Puro Sentimiento anunciaba a Isabel Enríquez como la nueva integrante junto a Pamela Franco, Azul Vela, Molly Gereda y Andrea Maestre, lo cual el ingreso de algunas integrantes llamaron la atención de los medios de comunicación. En ese mismo año tras las especulaciones que habían, el grupo musical fue invitado a diversos programas de televisión en las instalaciones de América Televisión como En boca de todos y El reventonazo de la chola, este último conducido por Ernesto Pimentel.
En 2022, Isabel anunció un comunicado sorpresa su renuncia de la agrupación musical para retomar su carrera de solista que dejó en pausa.

## Discografía

### Canciones con Promesa De Amor
- «Mix quisiera saber»

- «Te desprecio»

- «No puedo olvidarte»
- «No soy la tonta»

### Canciones con Corazón Serrano
- «Tus engaños y falsedades»[10]
- «Mix Ada»
- «Como se olvida»

### Canciones con Agua Azul
- «Mil mentiras»
- «Tributo a Agua Marina»
- «Tributo a Ada»

### Canciones con Puro Sentimiento
- «Purolambadas»
- «Mix Ada»
- «Donde están tus promesas»[11]
- «Me sobran las palabras»
- «Perdóname»

### Canciones en Solista
- «Mix que bonito»
- «No podre olvidarme de ti»
- «Mix kaliente»
- «La guardia nueva»
- «Andar contigo»
- «La duda»
- «Solo quiero tomar» (Isabel Enríquez ft. Delites Andinos)[2]
- «Mix dime señor»
- «Dime cómo quieres» (Isabel Enríquez ft. Aldair Armas)
- «Mentiras»
- «Andar contigo»
- «Corazón mentiroso»
- «Mix tú me vas a dejar»
- «No te vayas, no me dejes»[12]
- «Muriendo de dolor»
- «Fue difícil» (Isabel Enríquez ft. Aldair Armas)[2]
- «Amor sin confianza»
- «Mis cuernos»
- «Mix Ada»
- «Parranda solterita»
- «Perdí mi tiempo contigo»
- «Mix Armona 10»
- «Mix niña tonta»
- Tarde Lo Conocí (Isabel Enríquez ft. Victor Romero)[13]
- Tesoro mío (Isabel Enríquez ft. Moisés Vega)[14]

## Album en solista
- 2024: Volumen, 1 (Concierto En Vivo)
- 2024: Volumen, 2 (Concierto En Vivo)
- 2024: Isabel Enriquez, Concierto (En Vivo)